# Millionaires
Millionaires – amerykański zespół electro-popowy, założony przez siostry Melisse-Marie Green i Allisson Green i Dani Artaud (2007-2010).

## Zespół
Piosenkarki pochodzą z Orange County w Kalifornii. Swoją twórczość zaczęły latem w 2007 roku, gdy bawiły się programem GarageBand. Tam właśnie narodziła się ich pierwsza piosenka pt. "I Like Money". Popularność zyskały poprzez serwis Myspace. Kilka miesięcy po zawojowaniu serwisu skontaktował się z nimi DJ Hyphy Crunk i zabrał dziewczyny w małe tournée po okolicznych miastach Kalifornii.

## Dyskografia
| Data            | Nazwa albumu                                  | Wytwórnia      |
| --------------- | --------------------------------------------- | -------------- |
| 2 lipca 2008    | Bling, Bling, Bling!                          | wydanie własne |
| 23 czerwca 2009 | Just Got Paid, Lets Get Laid EP               | Decaydance     |
| 25 lipca 2010   | Stay The Night EP (tylko w Wielkiej Brytanii) | B-Unique       |

## Lista Piosenek
- "Alcohol" Bling, Bling, Bling!, Just Got Paid, Let's Get Laid
- "Be My Baby" (Cover of The Ronettes "Be My Baby")
- "Hey Rich Boy" Bling, Bling, Bling!, MTV's Teen Cribs
- "Hoe Down" wydane na Myspace
- "Hush, Hush" niewydane
- "I Like Money" Bling, Bling, Bling!, Just Got Paid, Let's Get Laid
- "I Move It" Just Got Paid, Let's Get Laid
- "In My Bed" Bling, Bling, Bling!
- "Just Got Paid, Lets Get Laid" Just Got Paid, Let's Get Laid
- "Le Freak" (Cover of 'Chic's' song) wydane na Myspace
- "Martinis and Mixed Feelings" wydane na Myspace
- "Microphone" wydane na Myspace
- "Ooh Uh Huh" A Double Shot At Love
- "Painted Whore" (Ft. Mark Maxwell) wydane na Myspace
- "Prom Dress" wydane na Myspace
- "Rated X-Mas" iTunes Single
- "Stay The Night" UK Single
- "Take a Shot" wydane na Myspace
- "Take Your Shirt Off" wydane na Myspace
- "Talk Shit" Bling, Bling, Bling!, Just Got Paid, Let's Get Laid
- "That's How We Party" niewydane
- "The One" (Samples Belinda Carlisle's "Heaven Is A Place on Earth") wydane na Myspace
- "Up in My Bubble" (Ft. Ultraviolet Sound) wydane na Myspace
- "Party Like A Millionaire"
- "The Weekend"

## Single
| Year | Single           | Peak charts                       | Album                 |
| Year | Single           | World Dance/Trance Top 30 Singles | Album                 |
| ---- | ---------------- | --------------------------------- | --------------------- |
| 2010 | "Stay The Night" | 15                                | Stay The Night-Single |
| 2011 | "The Weekend"    | 15                                | The Weekend-Single    |

## Teledyski
- "Alcohol" (2008)
- "Just Got Paid, Let's Get Laid" (2009)
- "Stay The Night" (2010)
- "Be My Baby" (The Ronettes' Cover) (2010)
- "Party Like A Millionaire" (2010)